# St Erth
St Erth (en cornique : Lannudhno) est une paroisse civile et un village des Cornouailles, en Angleterre, au Royaume-Uni.

## Sablières
Les sablières de St Erth étaient un site de choix d'extraction d'argile servant à la fixation des bougies sur les casques de mineurs. En outre, le fait que de nombreux fossiles y ont été découverts font que le site a été désigné en 1962 comme étant un site d'intérêt scientifique particulier (SISP).

## Patrimoine
- Église Saint-Erth